# لوكوترايين

LTA4 ، لاحظ وجود أربعة روابط مزدوجة، ثلاثة منها مقترنة. هذه خاصية مشتركة ل A4, B4, C4 و .D4

LTB_{4}

LTC4 وهو سيستينال لوكوترايين.

LTD_{4}

LTE_{4}

اللوكوترايينات (بالإنجليزية: Leukotriene)‏ هي من عائلة الوسائط الالتهابية الأيكوسانويدية المنتجة في الكريات الدم البيضاء عن طريق أكسدة حمض الأراكيدونيك والحمض الدهني الأساسي حمض أيكوسيبنتيين بمساعدة انزيم أراكيدونيت 5-لايبوأوكسجينيز.

ترسل اللوكوترايينات إشارات دهنية لنقل المعلومات إما إلى الخلية المنتجة لها (إرسال إشارات أوتوكرانية) أو الخلايا المجاورة (إرسال إشارات باراكرانية) من أجل تنظيم الأستجابات المناعية. ويرافق إنتاج اللوكوترايينات عادة إنتاج الهستامين والبروستاغلاندين، اللذان يعملان أيضا كوسطاء التهاب.
دور من أدوارها (على وجه التحديد، لوكوترايينات D4) هو تحفيز الانقباضات في العضلات الملساء مٌبطِنة للقصبات، الإفراط في إنتاجها هو سبب رئيسي للالتهاب في الربو والتهاب الأنف التحسسي. وتستخدم مضادات اللوكوتريينات لعلاج هذه الاضطرابات عن طريق تثبيط إنتاج أو نشاط اللوكوترينات.

## التاريخ والاسم
الاسم لوكوترايين، الذي قدمه عالم الكيمياء الحيوية السويدي بينغت سامويلسون في عام 1979، يأتي من الكلمات لوكوسايت (كريات الدم البيضاء) وتريين (مشيرا إلى ثلاث روابط مزدوجة مترافقة). لوكوترايين C، «رد فعل بطيء لمادة تحفيز العضلات الملساء» (SRS) وصفت أصلاً بين 1938 و 1940 من قبل فيلدبرج وكيلاواي. تم اكتشاف SRS عن طريق عزل أنسجة الرئة بعد تعريضها لفترة طويلة لسم الثعبان والهستامين.
تتوفر اللوكوترايينات تجارياً لأغراض البحث. 

## أنواع اللوكوترايينات

### اللوكوترايينات السستينية
LTC4، LTD4، LTE4 و LTF4 غالبا ما تسمى اللوكوترايينات السستينية لوجود الحمض الأميني السيستين في هيكلها. تٌشكِل اللوكوترايينات السستينية مادة التأق البطيئة التفاعل SRS-A). LTF4)، مثل LTD4، هو مستقلب ل LTC4، ولكن على عكس LTD4، التي تفتقر إلى بقايا حمض الجلوتاميك من الجلوتاثيون، تفتقر LTF4 إلى بقايا الجلايسين من الجلوتاثيون.  

### LTB4
المادة الرئيسية: لوكوترايين B4
يتم تصنيع LTB4 في الجسم الحي من LTA4 بمساعدة الانزيم LTA4 هايدروليز. وظيفتها الأساسية هي تجميع الخلايا المتعادلة في مناطق التي تعاني من تلف الأنسجة، أنه يساعد أيضا على تعزيز إنتاج السيتوكينات الالتهابية من قبل الخلايا المناعية المختلفة. وقد أظهرت الأدوية التي تمنع وظائف LTB4 بعض الفعالية في إبطاء تطور الأمراض التي تتوسط الخلايا المتعادلة. 

### LTG4
هناك فرضيات تنص على وجود LTG4. انه مستقلب من LTE4 الذي يتم فيه أكسدة الجزيئات السيستينية إلى حمض ألفا كيتو (تم استبدال السيستين عن طريق البيروفات). لا يوجد الكثير من المعلومات عن هذا اللوكوترايين المفترض.[بحاجة لمصدر]

### LTB5
لوكوترايينات ناشئة من حمض إيكوسابنتانويك فئة أوميغا 3 (EPA) تقلل من الآثار الالتهابية. LTB5 يحفز تجمع الخلايا المتعادلة لدى الفأران، الاستجابة الكيميائية ل PMN لدى الإنسان، إفراز انزيم اللايسوم المتواجد في PMN لدى الإنسان وأيضاً يساعد في تقوية ضخ البلازما الناجمة عن براديكينين. مقارنة مع LTB4 ، LTB5 أقل فعالية بثلاثين 30 مرة.

## الكيمياء الحيوية

### إصطناع اللوكوترايينات
يتم تصنيع اللوكوترايينات في الخلية من حمض الأراكيدونيك بواسطة أراكيدونيت 5-لايبوكسيجينيز. وتتضمن الآلية التحفيزية إدخال جزيئة الأكسجين في موضع معين في أساس هيكل الحمض الأراكيدوني.[بحاجة لمصدر]
مسار إنزيم اللايبوكيجينيز فعّال في كريات الدم البيضاء وغيرها من الخلايا المناعية، بما في ذلك الخلايا الصارية، الخلايا الحمضية، الخلايا المتاعادلة، الخلايا الوحيدة وخلايا الدم القاعدية. عندما يتم تنشيط هذه الخلايا، يتم تحرير حمض الأراكيدونيك من الليبيدات المفسفرة لغشاء الخلية من قِبل فوسفوليبيز A2، ويتم منحه ل 5-لايبوجينيز بمساعدة البروتين المنشط ل 5-لايبوكسينيز (FLAP).[بحاجة لمصدر]
 يستخدم 5-لايبوجينيز (LO-5) FLAP لتحويل حمض الأراكيدونيك إلى حمض 5-هايدروبيروكسي أيكوسيتيترنويك (5-HPETE) ، الذي يٌختزل تلقائيا إلى حمض 5-هايدروكسي إكوسيتيتراينويك حمض (5-HETE). الانزيم 5-LO يعمل مرة أخرى على 5-HETE لتحويله إلى اللوكوترايين A4 (LTA4)، الذي هو إبوكسيد غير مستقر. يمكن استقلاب 5-HETE مجدداً إلى 5-oxo-ETE و 5-oxo-15-hydroxy-ETE، وجميعها لها إجراءات مؤيدة للالتهابات شبيهة ولكنها ليست مماثلة لتلك التي موجودة في LTB4 وبوساطة مستقبل OXE وليس من قبل مستقبلات LTB4.
في الخلايا المجهزة ب LTA هايدوليز، مثل الخلايا المتعادلة والخلايا الوحيدة، يتم تحويل LTA4 إلى لوكوترايين حمض دايهايدوكسي LB4، الذي هو جاذب كيميائي قوي للخلايا المتعادلة التي تعمل في مستقبلات BLT1 و BLT2 على غشاء البلازما لهذه الخلايا.[بحاجة لمصدر]
في الخلايا التي تعبر عن LTC4 سينثسيز، مثل الخلايا الصارية والخلايا الحمضية، يترافق LTA4 مع الجلوتاثيون ثلاثي الببتيد لتشكيل LTC4، الذي هو من أوائل سيستينيل-لوكوترايينات. ويمكن تحويل LTC4 خارج الخلية بمساعدة إنزيمات لتشكيل LTD4 و LTE4، التي تُبقي النشاط البيولوجي.[بحاجة لمصدر]
تعمل السيستينيل-لوكوترايينات في مستقبلات سطح الخلية CysLT1 و CysLT2 على الخلايا المستهدفة لتساعد في انقباض عضلات الشعب الهوائية وعضلات الأوعية الدموية الملساء لزيادة نفاذية الأوعية الدموية الصغيرة، لتعزيز إفراز المخاط في مجرى الهواء والأمعاء ولتجميع الكريات الدم البيضاء في مواقع الالتهاب. [بحاجة لمصدر]
كل من LTB4 و السيستينيل-لوكوترايينات (LTC4، LTD4، LTE4) تتحلل جزئياً في موضع الأنسجة، وتصبح في مستقلبات غير فعّالة في الكبد.[بحاجة لمصدر]

### الوظيفة
تعمل اللوكوترايينات أساساً على فصيلة فرعية من مستقبلات بروتينات G المقترنة. وتعمل أيضاً على المستقبلات المكاثرة لبيروكسيسوم المنشط. وتشارك اللوكوترايينات في الربو وردود الفعل التحسسية وتعمل على إبقاء ردود الفعل الالتهابية. تستخدم العديد من مضادات مستقبلات اللوكوترايينات مثل مونتيلوكاست وزافيرلوكاست لعلاج الربو. وتشير الأبحاث الحديثة إلى دور 5-لايبوكسيجنيز في الأمراض القلبية الوعائية والأمراض العصبية النفسية.
اللوكوترايينات هي عوامل مهمة في الاستجابة الالتهابية. بعض مثل LTB4 لها تأثير كيميائي على الخلايا المتعادلة المهاجرة، وبذلك تساعد على جلب الخلايا اللازمة إلى الأنسجة. كما أن اللوكوترايينات لها تأثير قوي في توسع الشعب الهوائية وزيادة نفاذية الأوعية الدموية.

## اللوكوترايينات والربو
تساهم اللوكوترايينات في الفيزيولوجيا المرضية للربو، وخاصة في المرضى الذين يعانون من أمراض الجهاز التنفسي التي يسببب الأسبرين في تفاقمها، فتظهر الأعراض الأتية: 
-	إعاقة تدفق الهواء 
-	انقباض عضلات القصبات الهوائية

### دور السيستينيل لوكوترايينات
مستقبلات السيستينيل لوكوترايينات CYSLTR1 و CYSLTR2 موجودة على الخلايا الصارية، الخلايا الحمضية والخلايا الغشائية المبطنة. خلال التفاعل السيستينال اللوكوترايينات، يتم تحفز الأنشطة المحفزة للاتهاب مثل التزام الخلايا الغشائية المبطنة وإنتاج كيموكاين من الخلايا الصارية. فضلا عن التوسط في الالتهاب، فإنها تحفز الربو وغيرها من الاضطرابات الالتهابية، وبالتالي تقليل تدفق الهواء إلى الحويصلات الهوائية .
 مستويات السيستينيل لوكوترايينات و 8-ايزوبروستين تتزايد في الهواء المتنفس المتكثف لدى المرضى المصابين بالربو على حسب شدة المرض. قد تلعب السيستينيل لوكوترايينات دوراً في التفاعلات الدوائية الضارة بشكل عام وعلى التفاعلات المعاكسة الناجمة عن تباين الوسط على وجه الخصوص. 
الزيادة في السيستينال لوكوترايينات يسبب فرط في الحساسية.

## للتعمق
- Bailey, J. Martyn (1985) Prostaglandins, leukotrienes, and lipoxins: biochemistry, mechanism of action, and clinical applications Plenum Press, New York, (ردمك 0-306-41980-7)
- Lipkowitz, Myron A. and Navarra, Tova (2001) The Encyclopedia of Allergies (2nd ed.) Facts on File, New York, p. 167, (ردمك 0-8160-4404-X)
- Samuelsson, Bengt (ed.) (2001) Advances in prostaglandin and leukotriene research: basic science and new clinical applications: 11th International Conference on Advances in Prostaglandin and Leukotriene Research: Basic Science and New Clinical Applications, Florence, Italy, June 4–8, 2000 Kluwer Academic Publishers, Dordrecht, (ردمك 1-4020-0146-0)

## روابط خارجية
- Leukotrienes في المكتبة الوطنية الأمريكية للطب نظام فهرسة المواضيع الطبية (MeSH).